# シドニー・ホール (地図製作者)

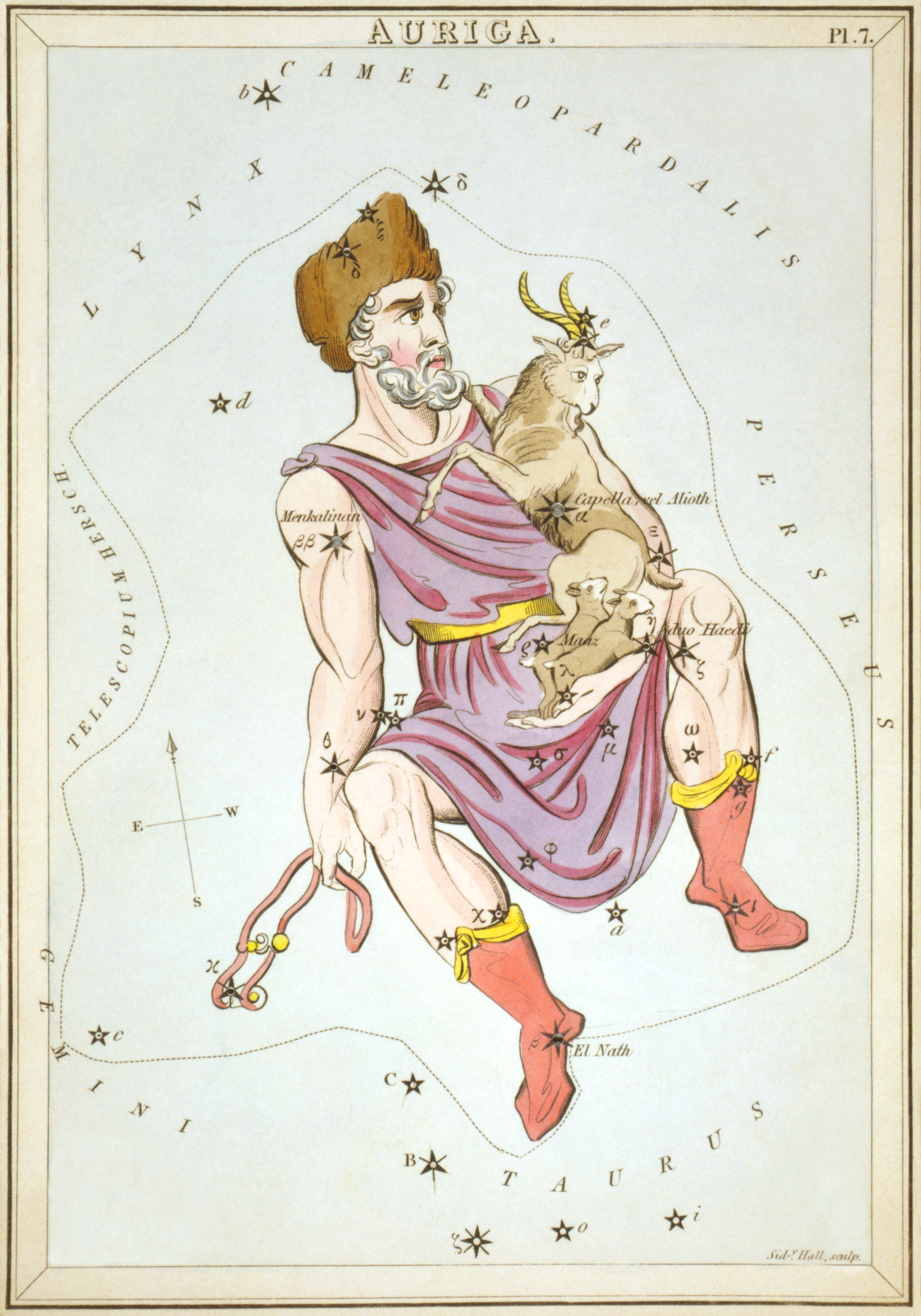
ウラニアの鏡に描かれたぎょしゃ座の星図。星の位置に穴が空けられている。

シドニー・ホール（英語: Sidney Hall、1788年 - 1831年）は、イギリスの彫版工、地図製作者。19世紀はじめに、当時のイギリスに加えホール自身が描いた古代世界のエングレービングを再録した地図帳を出版し、その他にも多数の地図を発表して人気を博した。1825年ごろには星図カード集『ウラニアの鏡』を出版した。